# Denis Mandarino
Denis Mandarino (São Paulo, 7 de maio de 1964) é um compositor, escritor, artista plástico e geômetra brasileiro.
Escreveu em 1995 a Teoria da Percepção Quadridimensional, na qual afirma que os conceitos por trás da perspectiva renascentista envolvem quatro dimensões, em vez da tridimensionalidade que comumente lhe é atribuída.
Desenvolveu, em 1997, a perspectiva quadridimensional, na qual representa-se a visão panorâmica de um observador em movimento.
Em 2007, propôs o versatilismo por meio de um manifesto literário.

## Biografia
Descendente de espanhóis por parte de mãe '(Diva Garcia)' e de italianos por parte de pai '(Dino Mandarino)', estudou violão clássico no Conservatório Musical Maraiza (1978-1983). Cursou o Bacharelado em Pintura e Licenciatura em Artes Plásticas na Belas Artes de São Paulo (1984-1989). Estudou regência coral e estética com o maestro e compositor Hans-Joachim Koellreutter. Concluiu o mestrado e o doutorado na Universidade Mackenzie (1995) na área de Comunicação e artes. Leciona desde 1987.

## Literatura

### Versatilismo
Em 2007, propôs o versatilismo, um movimento artístico, por meio de um manifesto literário, com a intenção de libertar o artista das análises especializadas e promover a prática da arte como forma de autoconhecimento e aprimoramento espiritual.

### Romances

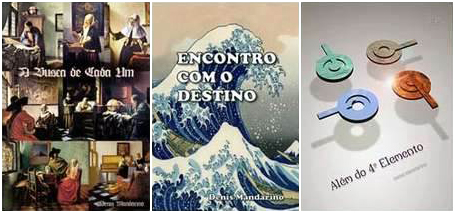
Trilogia de contos (2007-2009)

Escreveu a trilogia de contos versatilistas, composta por:
- I) A Busca de Cada Um (2007);
- II) Encontro Com o Destino (2008);
- III) Além do Quarto Elemento (2009).

E o romance:
- O Messias (2010)

### Princípios estéticos
No segundo livro da trilogia, Encontro Com o Destino, estão presentes princípios estéticos que se mostram consonantes com o conjunto de ideias do versatilismo. Como os conceitos são proferidos por um dos personagens (Harton), não é possível afirmar categoricamente que sejam ditames morais compartilhados pelo autor.
Tais princípios podem ser entrevistos na cena 55 do citado:
- Ao longo do processo de desenvolvimento artístico, o indivíduo vê sua produção próxima dos contornos vagos e metafóricos, para numa segunda etapa se voltar para o exato e o conciso, buscando num  terceiro momento a união desses elementos, aparentemente, imiscíveis, não importando a ordem em que ocorram;[19]

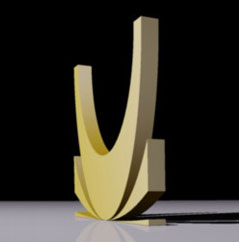
Logotipo versatilista

- A aclamação popular é vista como posição a ser tratada com seriedade e cautela, por não ser fácil ao homem comum manter-se como modelo de conduta, enfatizando-se ainda que uma maior visibilidade gera um maior compromisso social;[19]

- A notoriedade pública é considerada como um meio para que o indivíduo tenha acesso a muitos e, desse modo, possa influenciá-los de maneira positiva. Como explicação para o significado de "maneira positiva", o personagem diz que se o artista levar os seus seguidores para escolhas de sofrimento e desespero, seria melhor que este nada tivesse realizado nesse campo; o que se afina com uma máxima sobrevinda do pensamento cristão;[20][19]
- O texto exibe uma preocupação premente com o conteúdo da mensagem, sem que se abandone o esmero da forma. É possível entender tal zelo depois da explanação de que o domínio da técnica pode gerar o belo, para o bem ou para o mal.[4][21][19][22]

### Poesias
Em análise estrita, as poesias do autor são voltadas às suas músicas. Há a preeminência da prosa sobre o verso. Parte da produção, como livros, pinturas e composições musicais, é homônima, evidenciando correlação intencional entre as linguagens. 

## Artes plásticas

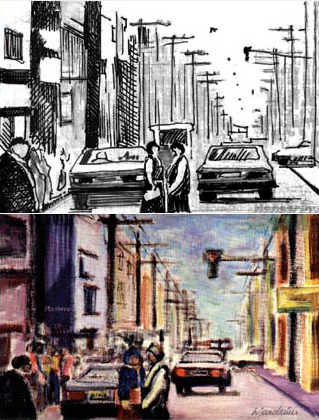
Série: Cenas Urbanas, acrílico sobre tela

Nas artes plásticas, a produção abrange: o desenho, a pintura e a arte digital (pintura digital, modelagem 3D, ilustração vetorial e digigravura). O figurativismo é uma característica que pode ser encontrada com frequência nos retratos, naturezas mortas, paisagens e nús artísticos. Segundo a Modern Art Community, depois de passar quatro anos escrevendo a Teoria da Percepção Quadridimensional, Mandarino desenvolveu um processo de perspectiva de quatro dimensões, onde o observador não é um elemento estático.

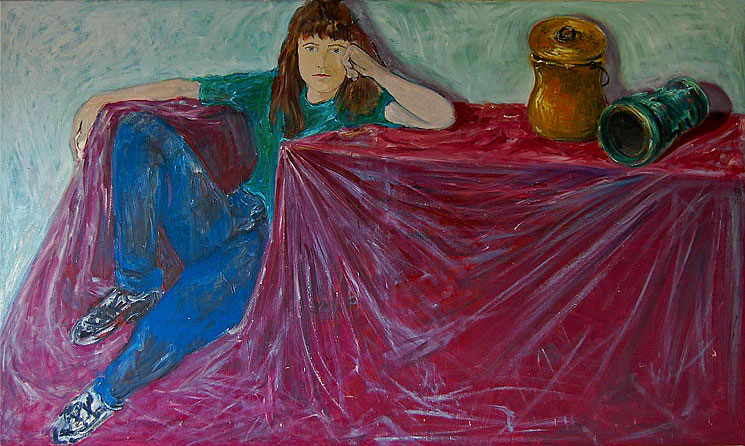
Retrato da irmã do artista. 200 x 120 cm, óleo sobre tela

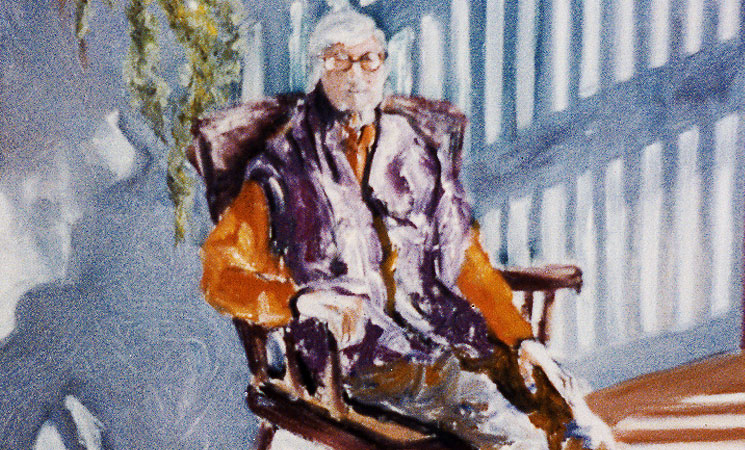
Avó do artista (detalhe), 50 x 70 cm, óleo sobre tela

### Exposições e prêmios
- A pintura A Chuva foi premiada com medalha de ouro na Pinacoteca Camargo Freire de Campos do Jordão em 1991.[6][14]
- A pintura Rua Deserta foi premiada com medalha de ouro na Imprensa Oficial do Estado de São Paulo em 1992.[6][14]
- Exposição permanente nas salas VIPs Diners dos aeroportos em 1993.[29]
- Exposição individual no Espaço Cultural Telesp em 1994.[6]
- Exposição coletiva no Espaço Cultural Citibank em 1996.[6]

## Percepção quadridimensional

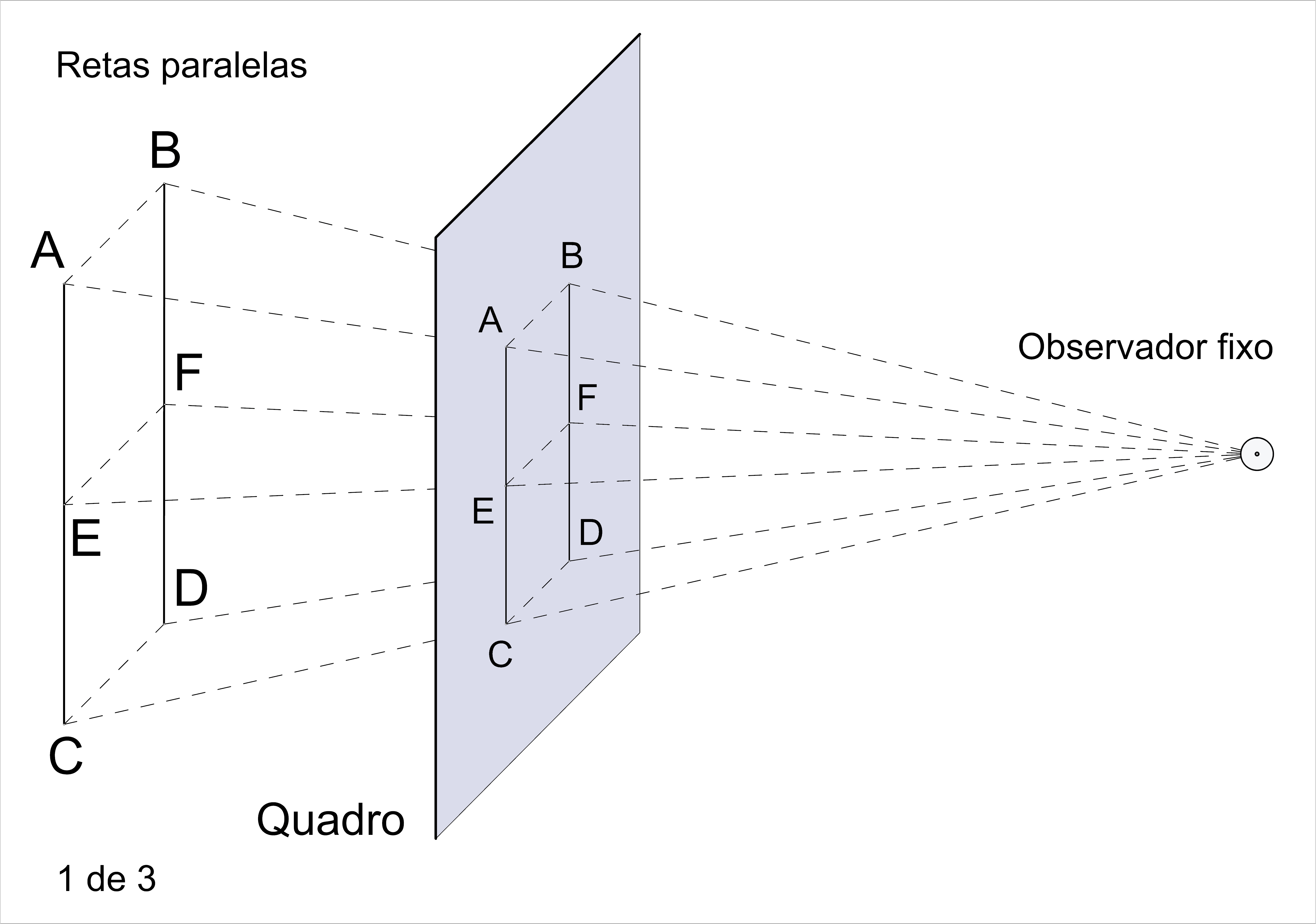
Figura 1. A projeção central, que foi a base da perspectiva renascentista, faz com que um observador fixo "enxergue" retas paralelas em tamanho reduzido (no quadro)

A teoria da percepção quadridimensional, escrita em 1995, sob o título de O Tempo na Arte Pictórica, desenvolve-se no capítulo Crítica da Teoria das Projeções. Ela afirma que o observador pontual fixo, postulado na perspectiva renascentista, sugeria ser possível representar algo próximo da visão humana (figura 1), mas que, na realidade, tais processos deveriam ter gerado desenhos curvilíneos, parecidos com as imagens produzidas por uma máquina fotográfica (figura 2).

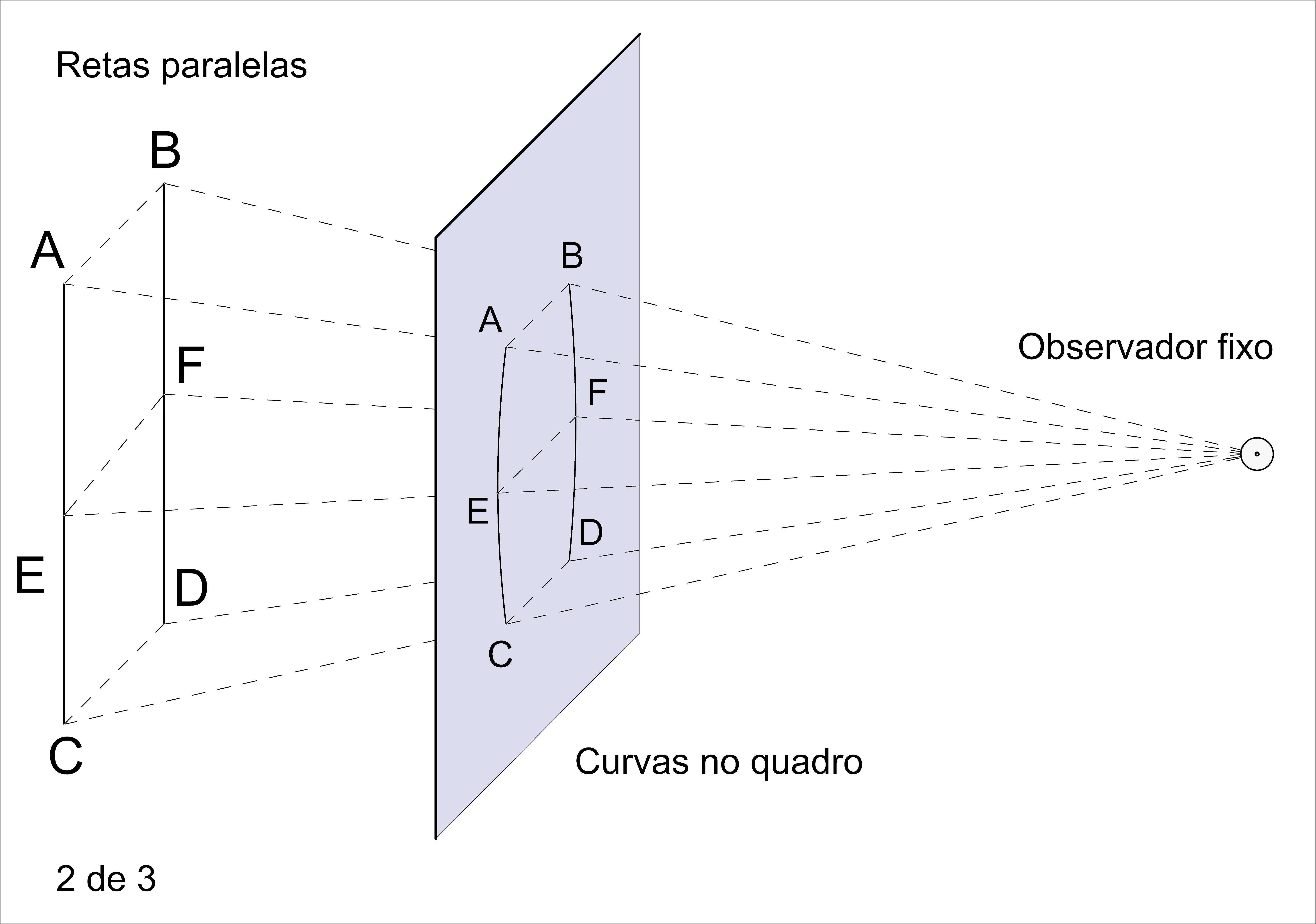
Figura 2. Um ponto fixo de visão deveria projetar, no quadro, retas paralelas no formato de curvas, pois tudo diminui à medida que se afasta do observador (como nas fotografias)

Em Novas Interfaces em Comunicação e Audiovisual lê-se: "Vale acrescentar, como um exemplo que sempre afetou os nossos álbuns de família, que uma imagem fotográfica, por se aproximar do ponto fixo, arredonda o que está sendo retratado, fazendo com que uma pessoa pareça maior do que realmente o é."

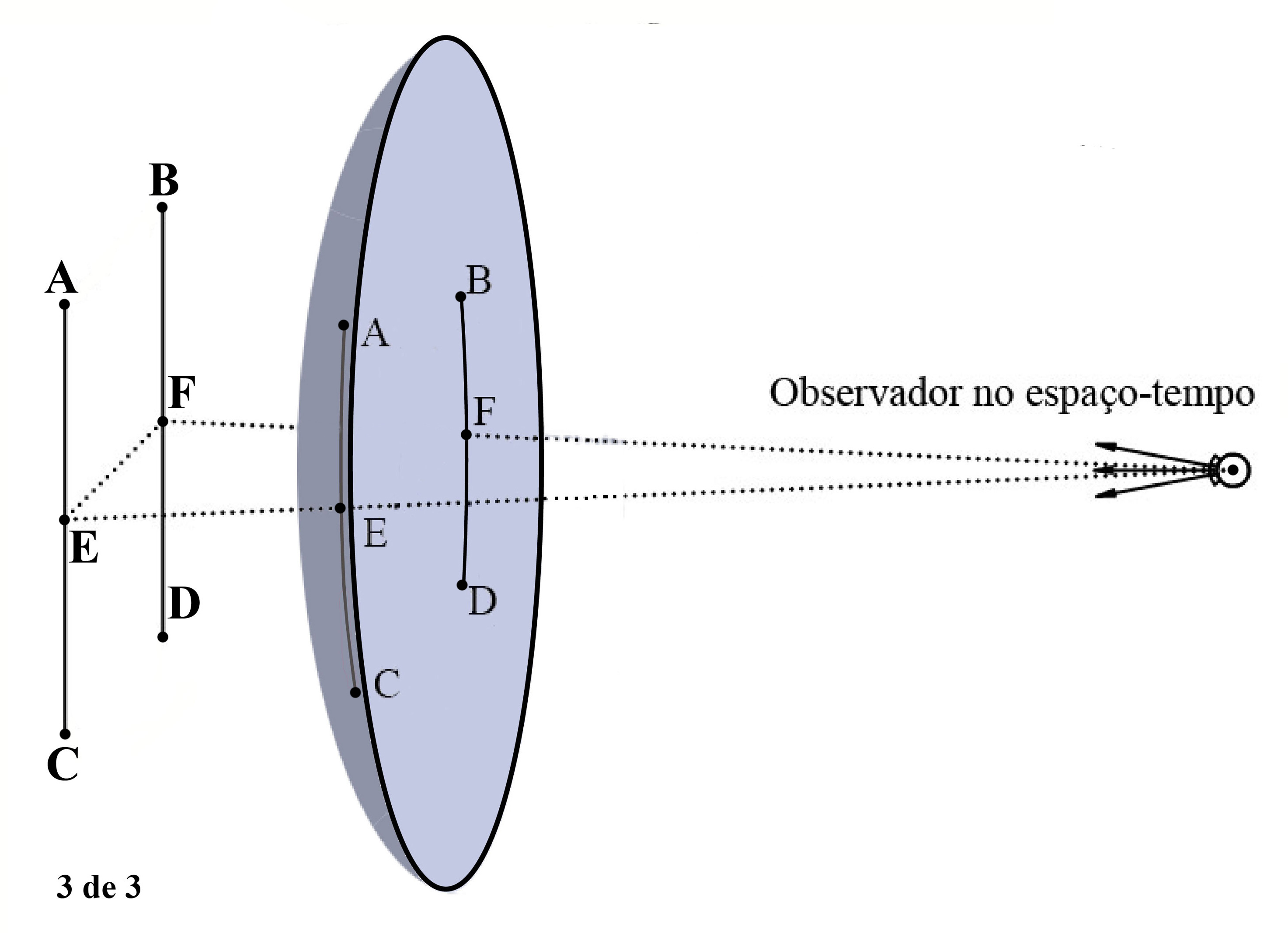
Figura 3. A percepção humana se dá no tempo (observador em movimento), portanto o quadro de visão será curvo, para uma distância focal constante

O fato de que tudo diminui, ao se afastar do observador, implica que as perspectivas centrais não poderiam ter as verticais e horizontais como retas paralelas entre si. Junto com outros fatores fisiológicos e psicofisiológicos, somente a observação no espaço-tempo é capaz de produzir imagens naturalistas. Em se considerando uma distância focal constante, o quadro de projeção deixaria de ser plano e se tornaria curvo (figura 3). Na última página do referido capítulo encontra-se a seguinte afirmação: "A intenção da representação gráfica dos períodos compreendidos entre o Renascimento e o final do século XIX era tridimensional, porém, inconscientemente, eles (os artistas) trabalharam com o tempo em suas representações".
Em resumo: "Conclui-se que o sistema de perspectiva surgido no Renascimento foi uma manifestação inconsciente da quadridimensão e que a representação tridimensional teria um caráter curvilíneo e, portanto, totalmente diferente do que comumente se lhe atribui".

## Perspectiva quadridimensional
O processo de perspectiva quadridimensional, criado com base na teoria da Percepção quadridimensional, foi usado pela primeira vez no quadríptico "Observação no Tempo", de 1997, que é a representação plana do tipo de perspectiva que se vê na realidade aumentada, ou seja, uma cena com diferentes pontos de vista, que são "capturados" por um observador móvel (o desenhista) e que pode ser feita em superfície plana ou curvilínea.

A terminologia foi dada pelo próprio autor: 
| “ | Em tempo: Inspirado pela teoria da percepção quadridimensional, desenvolvi um processo de perspectiva que nomeei de perspectiva quadridimensional. | ” |

 Apesar da semelhança entre os nomes, os textos tratam de assuntos diferentes.

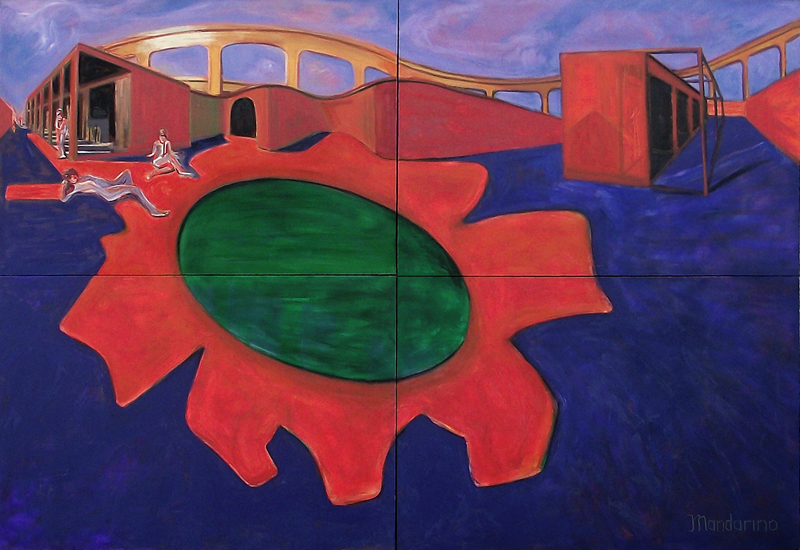
Quadríptico: Observação no tempo (1997), acrílico sobre tela, 240 x 160 cm. Processo de perspectiva quadridimensional

Ao ser analisada, com o auxílio do computador, a pintura Observação no Tempo exibiu as seguintes particularidades:
1. a representação tem vários pontos de fuga, num resultado que só poderia ser conseguido por alguém que rotacionasse a cabeça, ou que se movimentasse de um lado para o outro durante o processo de observação;
2. a possibilidade de existir diversas linhas de horizonte, o que indica que o observador movimentou-se também no sentido vertical, alterando a sua altura em relação ao chão (linha de terra);
3. o desenho pretende ter a abrangência de uma objetiva grande-angular, sem as curvaturas provocadas por esse tipo de lente fotográfica;
4. além das telas planas tradicionais, esse tipo de perspectiva é adequado pra ser utilizado de suportes curvos (cilindros, esferas, calotas e etc.).

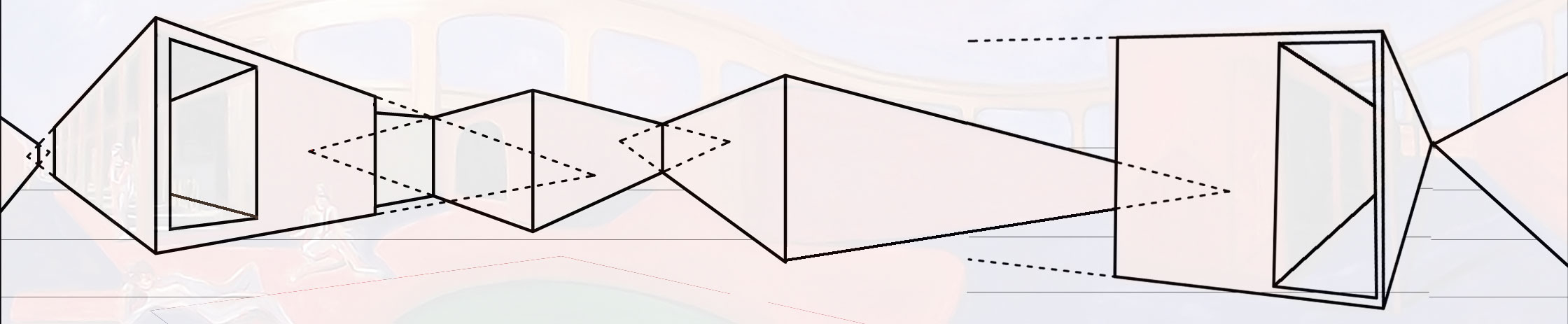
Estudo da perspectiva com múltiplos pontos de fuga

Ainda segundo o autor, todos os processos de perspectiva, desde o Renascimento, são artificiais e não passam de diferentes formas de representação. A perspectiva 4D é tão somente mais um sistema com vantagens em algumas situações e desvantagens em outras.

Em O Processo no Desenho Projetivo, de (1995), lê-se: 
| “ | O Processo (de perspectiva) é um produto criativo que estabelece o limite de suas próprias leis (regras). | ” |

## Geometria

### Superfície capazoide
Em 2011, fora do âmbito do desenho projetivo e da perspectiva, classificou a superfície capazoide como um elemento da geometria espacial, a qual, à época, ainda não havia sido catalogada. Trata-se de um lugar geométrico tridimensional, cujos pontos são capazes de "enxergar" um segmento de reta num determinado ângulo. Esse segmento é o eixo de revolução de um arco capaz, origem da nomenclatura. Num caso extremo, quando o capazoide é de 90º, ele assume a forma  de uma superfície esférica, excetuando-se os pontos extremos do segmento observado, que não pertencem ao capazoide.

## Produção musical
Multi-instrumentista de cordas, compositor e arranjador, venceu por duas vezes o Concurso Nacional de Violão Isaías Sávio. Estudou estética e regência coral com o maestro Hans-Joachim Koellreutter e especializou-se no instrumento com Toninho Ciardulo, no Centro Livre de Aprendizagem Musical - CLAM, depois de se formar em violão clássico no Conservatório Musical Maraiza.

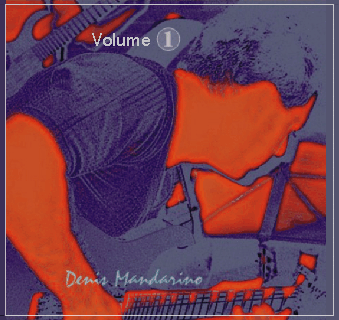
Capa do álbum Volume 1 (2003)

É autor de 13 álbuns com a participação dos músicos:
- Bateria: Sandro Haick,[42] Valter Cândido,[43] Ademir Dancona,[44] Rafael Blekic e Raul Fischer;
- DJ e sequenciamento rítmico: Robson Romano;[45]
- Teclado: Lilian Blessa e Augusto Pizzolato;
- Guitarra, Moog e Violoncelo: Joel Doc Oliveira;
- Baixo: Fabio Matano, Leonardo Marcondes e Maurício Brotinho;
- Gaita: Rodrigo Gouveia;
- Cajon: Eduardo Ramos;
- Violão: Gabriel Mandarino;
- Vozes: Samia Stuart Fakih, Roberto Labate,[44] Olga Giudice Brañas, Anelyse Brañas,[44] Cibele Luko,[46] Lauro Capellari, Nestor Panetta e Juliana Andrade.

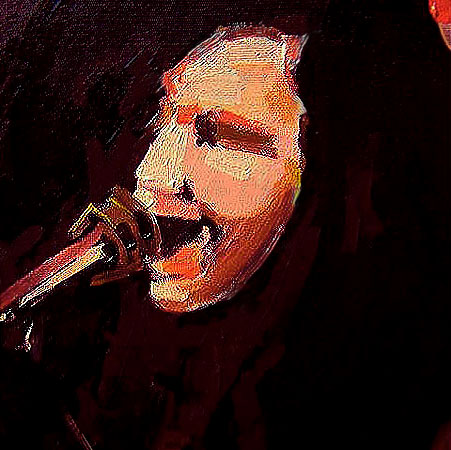
Retrato da cantora Samia, acrílico sobre tela

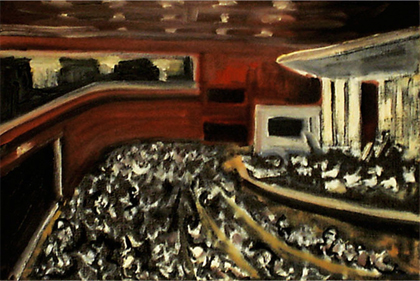
Sala de concerto, acrílico sobre tela

### Discografia
Álbuns autorais e de arranjos:
- Volume 1 (2003)
- Tributo (2004)
- Peças para Violão (2005)
- Instrumental (2006)
- Musa (2007)
- Renascentieval (2008)
- A Sociedade do Rei e o Xadrez (2009)
- Um Toque de Humor (2009)
- Improvisos, Variações e Releituras (2010)
- Reconstruções (2011)
- Tributo 2 (2012)
- Versátil (2013)
- Nem só para crianças (2015)

## Artigos
- Percepção quadridimensional (1995), página visitada em 30 de maio de 2012.[31]
- Perspectiva quadridimensional (1997), página visitada em julho de 2012.[37]
- Superfície capazoide (2012), página visitada em 29 de junho de 2012.[47]
- A divisão áurea por detrás do olhar de Mona Lisa (2011), página visitada em 30 de maio de 2012.
- Ensaio sobre o estado da arte da pintura (2016), página visitada em junho de 2016.

## Publicações
- Atelier: Comunicação & Arte (1993)[48]

Modelado em Rhinoceros 3D, materiais e iluminação com Flamingo

- Desenho projetivo e Geometria descritiva (1996)[49]
- Desenho geométrico: construções com régua e compasso (1997)[50]
- Expressão gráfica: normas e exercícios (1997)[51]
- Desenho técnico (2003)[52]
- Curso de modelagem digital em Rhinoceros 3D e renderização em 3ds MAX, Vol. 1 e 2 (2009)[53]
- CAD - Exercícios técnicos e criativos (2010)[54]
- Novas interfaces em comunicação e audiovisual (2011),[55] entre outros.[56]

## Análises acadêmicas
- Luko, C. S.: Reflexões sobre o Manifesto Versatilista: O artista e sua consciência. Tese/dissertação/monografia, USP: 2011.
- Androniki, Katiki: Artigo do livro Featured Artists Volume IV que aborda a perspectiva quadridimensional. Mediaplan, Winchester, 2013
- Ribeiro, Ivana: A identidade na formação do professor Design 24 horas, 2016.

## Galeria multimídia
Produtor na área de multimeios, desenvolveu projetos de Internet art e trilhas sonoras. Como professor, foi divulgador de métodos de comunicação não-verbal, técnicas para o desenvolvimento da criatividade, psicologia da percepção, fundamentos matemáticos do belo e formas de manipulação subliminar. Através de oficinas de computação gráfica e edição audiovisual destacava a  importância da interdisciplinaridade entre as linguagens.

### Modelos vivos

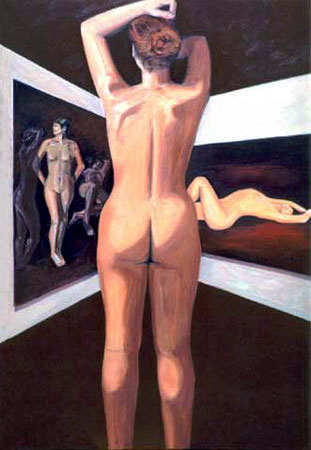
Sala das modelos, 80 x 120 cm, óleo sobre tela
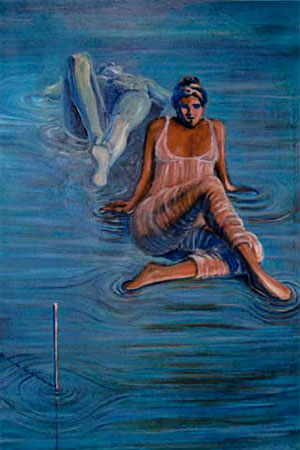
Paisagem em azul e laranja, 80 x 120 cm, óleo sobre tela
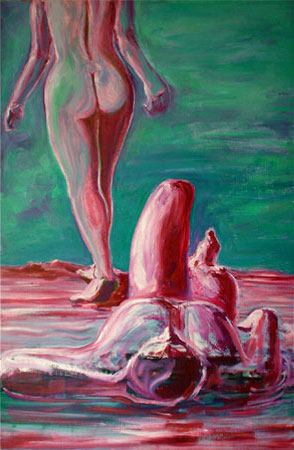
Paisagem em verde e vermelho, 65 x 100 cm, acrílico sobre tela

### Guardiões

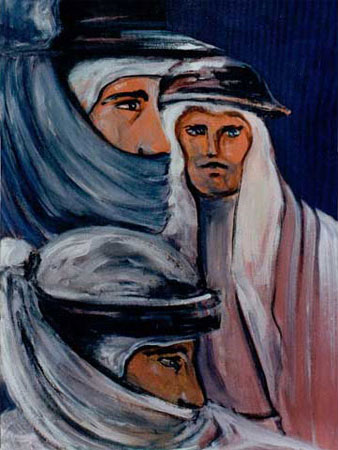
Beduínos, 50 x 70 cm, acrílico sobre tela
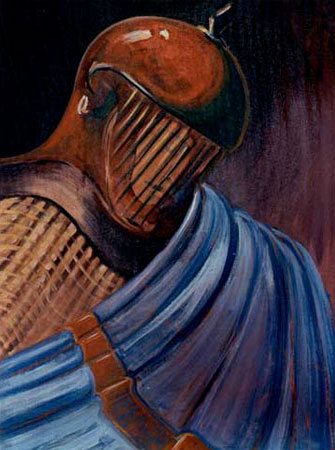
Cavaleiro, 50 x 70 cm, acrílico sobre tela
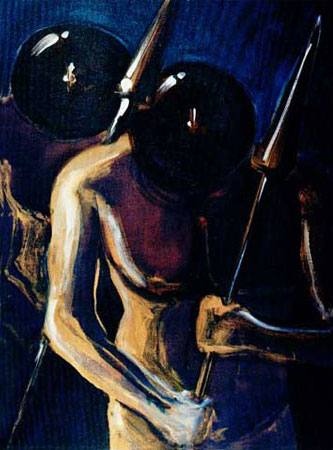
Lanceiros de Maria, 50 x 70 cm, acrílico sobre tela
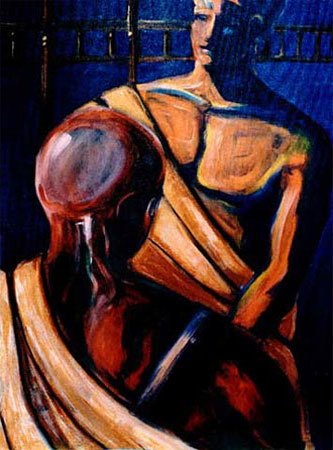
Soldados romanos, 50 x 70 cm, acrílico sobre tela